# Harmeet Singh
 Harmeet Singh  (Oslo, Noruega; 12 de noviembre de 1990) es un futbolista noruego. Juega de centrocampista y su equipo actual es el Sandefjord Fotball de la Eliteserien.

## Clubes
| Club            | País         | Año           |
| --------------- | ------------ | ------------- |
| Vålerenga IF    | Noruega      | 2008-2012     |
| Feyenoord       | Países Bajos | 2012-2014     |
| Molde FK        | Noruega      | 2014-2016     |
| FC Midtjylland  | Dinamarca    | 2016          |
| Molde FK        | Noruega      | 2016          |
| Wisła Płock     | Polonia      | 2017          |
| Kalmar FF       | Suecia       | 2017-2018     |
| Sarpsborg 08 FF | Noruega      | 2018-2019     |
| HJK Helsinki    | Finlandia    | 2019          |
| Sandefjord      | Noruega      | 2020-presente |

## Palmarés

### Campeonatos nacionales
| Título       | Club         | País    | Año  |
| ------------ | ------------ | ------- | ---- |
| Copa Noruega | Vålerenga IF | Noruega | 2008 |
| Tippeligaen  | Molde FK     | Noruega | 2014 |
| Copa Noruega | Molde FK     | Noruega | 2014 |